# Normanna
Normanna est une census-designated place située dans le comté de Bee, dans l’État du Texas, aux États-Unis. Sa population s’élevait à 113 habitants lors du recensement de 2010.